# Oeclidius nimbus
Oeclidius nimbus är en insektsart som beskrevs av Ball 1934. Oeclidius nimbus ingår i släktet Oeclidius och familjen Kinnaridae. Inga underarter finns listade i Catalogue of Life.